# Feins-en-Gâtinais
Feins-en-Gâtinais é uma comuna francesa na região administrativa do Centro, no departamento Loiret. Estende-se por uma área de 11,8 km². Em 2010 a comuna tinha 35 habitantes (densidade: 3 hab./km²).